# Aéroport international d'Hyderabad
L'aéroport international d'Hyderabad (code IATA : HYD • code OACI : VOHS) (ourdou : حیدرآباد انٹرنیشنل ائرپورٹ, télougou : హైదరాబాద్ అంతర్జాతీయ విమానాశ్రయము), officiellement nommé aéroport international Rajiv Gandhi, est un aéroport indien situé près de Shamshabad à environ 22 kilomètres de la ville de Hyderâbâd. Il est nommé sous le nom d'ancien Premier ministre de l'Inde, Rajiv Gandhi. L'aéroport a remplacé l'ancien aéroport international de la ville, l'aéroport de Begumpet. Les opérations de vol ont commencé à 00:01 le 23 mars 2008.
C'est une plate-forme de correspondance pour SpiceJet et IndiGo. Il sert également pour Air India.

## Situation
| \| 300 km1:23 714 000 \| Delhi Bombay Madras Bangalore Calcutta Hyderabad Cochin Ahmedabad Goa Pune Thiruvananthapuram Calicut Lucknow Guwahati Srinagar Jaipur Bhubaneswar Coimbatore Nagpur Indore Mangalore Visakhapatnam Patna Amritsar Chandigarh Tiruchirappalli Jammu Raipur Bénarès Agartala Port Blair Vadodara Imphal Bagdogra Madurai Bhopal Ranchi Aurangabad Udaipur Leh Tirupati Rajkot Jodhpur Dehradun Dibrugarh Silchar Gaya Cannanore Vijayawada Surate Durgapur Jamnagar Belagavi Hubli-Dharwad Khajurâho Nanded Aizawl Dimapur Agra Bathinda Gwalior Gorakhpur Hindon |
| 300 km1:23 714 000 |

## Première phase du développement
Dans la première phase du développement, le terminal aéroportuaire 1 de 105 300 m2 avec la capacité d'accueillir 12 millions de passagers par an a été construit. Le terminal 1 à 12 contacts et 30 stands à distance pour les stationnement des avions. D'autres bâtiments, y compris la tour Contrôle du trafic aérien, bâtiment technique, hangars de cargaison (100 000 tonnes de cargaison), les hangars d'entretien, utilités sous une aire combinée de 35 000 m2 ont été également construits. Un parking pour 1 500 voitures devant le terminal 1 est construit pour aider des passagers et des visiteurs de l'aéroport. Un hôtel a été également construit dans cette phase.
La construction d'un terminal de coût bas a débuté à la fin de l'année 2008 et desservira un demi-million de passagers venant sur les lignes des aéroports de Singapour et de Kuala Lumpur.

## Deuxième phase du développement
Dans la deuxième phase du développement d'aéroport, le terminal 1 sera augmenté à une aire de 250 000 m2 pour satisfaire la demande croissante. Le terminal aura 54 stands pour le stationnement des avions. Le terminal de coût bas également sera agrandi à sa pleine capacité de 1,5 million de passagers par an. Une deuxième piste, requise avant le commencement du terminal 2, sera construite. Une augmentation des équipements établis tels que des équipements d'hôtels, de bureaux, de cargaison et d'entretien sera entreprise. Tout le secteur développé à la fin de cette phase sera approximativement de 470 000 m2.

## Phase finale du développement
L'aéroport atteindra sa maturité après la troisième phase du développement. Une surface couverte additionnelle de 430 000 m2 sera développée, portant tous les secteurs construits à 900 000 m2.

## Dispositifs majeurs
- Compartiments d'avions: 60
- Ponts d'embarquement: 12

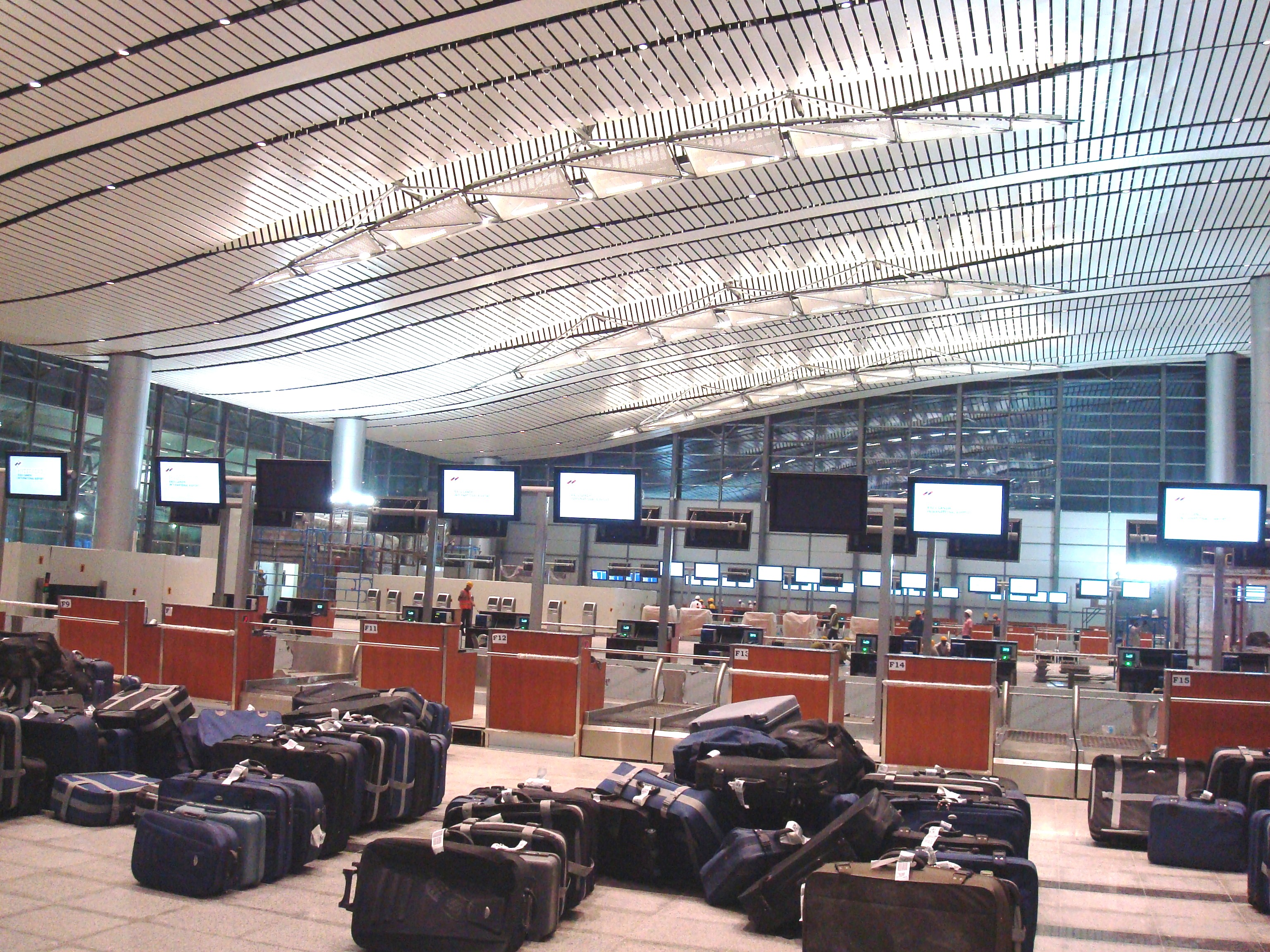
L'aéroport avec les équipements modernes

- Tour de contrôle du trafic aérien: 75 mètres
- Surface du terminal: 105 000 m2
- Système de transport de bagages: 4 niveaux avec Rayon X
- Comptoirs d'enregistrement CUTE : 130
- Comptoirs d'enregistrement SELF : 16
- Comptoirs d'immigration : 46
- Niveaux (étages) : 2 (départs et arrivées)
- Piste: 1, piste de roulement (piste de roulement additionnelle)
- Altitude de la piste 1 : 617 mètres
- Longueur de la piste 1 : 4260 mètres[1]
- Largeur de la piste 1: 60 mètres[2]
- Accotement de la piste 1: 7,5 mètres[3]
- Orientation de la piste 1: 09/27
- Aire de la passerelle : 137,000 m2
- Éclairage au sol de l'aéroport : Instrument landing system (les deux extrémités)
- Équipements de navigation : VHF Omnidirectional Range, Balise non directionnelle, VOR/Distance Measuring Equipment, ILS, CAT I
- Logement des avions : Petits avions à avions de code F (tels que le Airbus A380)
- Capacité de cargo : 100 000 tonnes par an

## Terminal
Équipements du terminal :
- Comptoirs d'enregistrement : 130 comptoirs d'enregistrement et 16 individuels (pour des passagers portant seulement des bagages de carlingue)
- Compteurs d'immigration : Départs: 23, arrivées: 22, transit: 1
- Système de transport intégré de bagages : 4 niveaux
- Bureaux de transfert

Équipements pour passagers :
Comme dans tous les aéroports importants, Hyderabad offre une foule d'équipements pour passagers, incluant :
- Système de Communications
- Équipements de conférence
- Restaurants et bars
- Salles d'embarquement
- Boutiques
- Spa

Terminal de cargo:
Le terminal dernier cri de cargo à l'aéroport a mis en application un concept d'un service intégré de cargaison logeant les équipements domestiques et internationaux au-dessous d'un toit. Le complexe de fret aérien a une aire intégrée de 14 330 m2.

## Connectivité

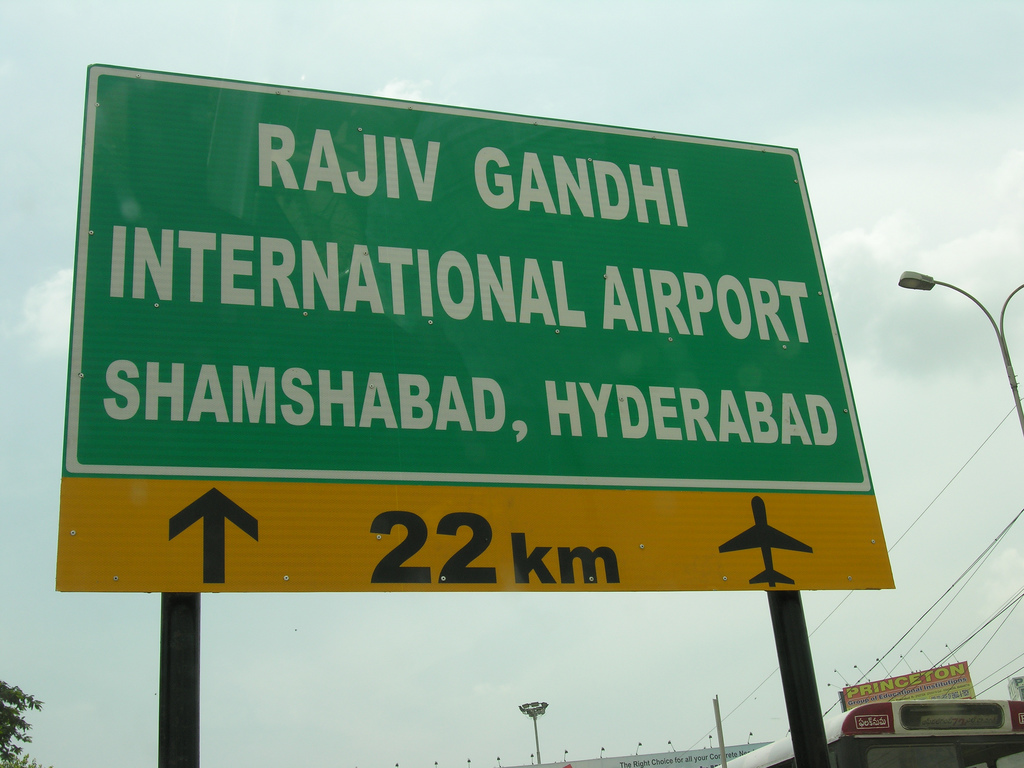
Indication de l'aéroport

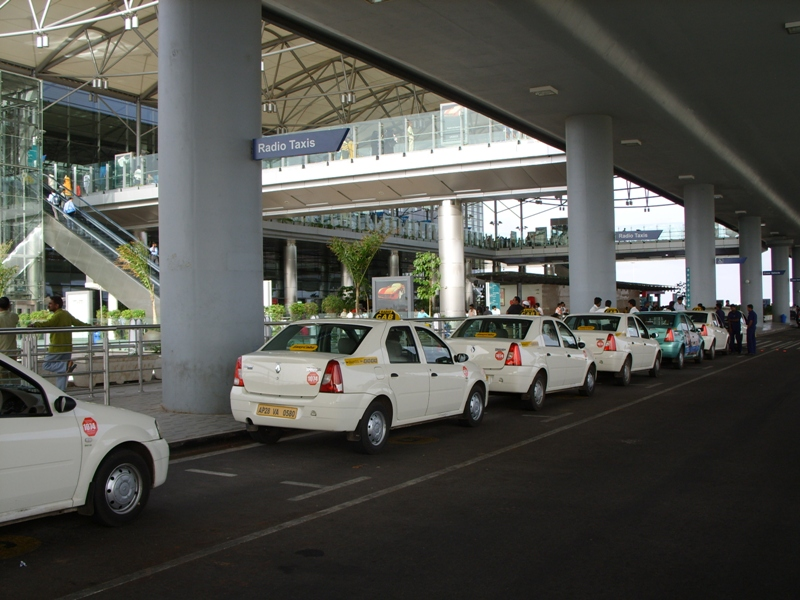
Les taxis d'aéroport

L'aéroport est situé approximativement à 25 kilomètres de Begumpet.
Les services de location de voiture et de taxi sont disponibles à l'aéroport. En outre, Aero Express, la navette d'aéroport, est un service fourni par l'aéroport international Rajiv Gandhi. Ces autobus fonctionnent à l'intervalle de 30 minutes vers plusieurs points dans la ville et l'aéroport entre 03:30h à 23:30h, et à une fréquence de 1 heure entre 23.30h à 03.30h. Andhra Pradesh State Road Transport Corporation (APSTRC) fournit également des services d'autobus non climatisés entre divers points de la ville et l'aéroport à bas prix.
L'autoroute urbaine construite par Rao de P.V. Narasimha est actuellement la plus longue autoroute en Inde.
D'autres modes alternatifs à la route, dans la phase de planification avec le gouvernement national incluent :
– prolongement de la ligne de métro de Falaknuma à Shamshabad ;
– train dédié de Secunderabad à l'aéroport (40 kilomètres) avec temps de déplacement d'environ 25 minutes.

## Hospitalité
L'autorité métropolitaine de développement de Hyderabad (HMDA) prévoit de développer un couloir d'hôtel appelé Regal Broadway pour accommoder environ cinq millions de visiteurs de la ville, voyageant par l'aéroport international, en 2008.
Le projet majestueux de Broadway est à une étape naissante et les plans sont toujours en cours de développement. Selon les prévisions initiales, le projet devait comporter 150 acres dans Shamshabad.

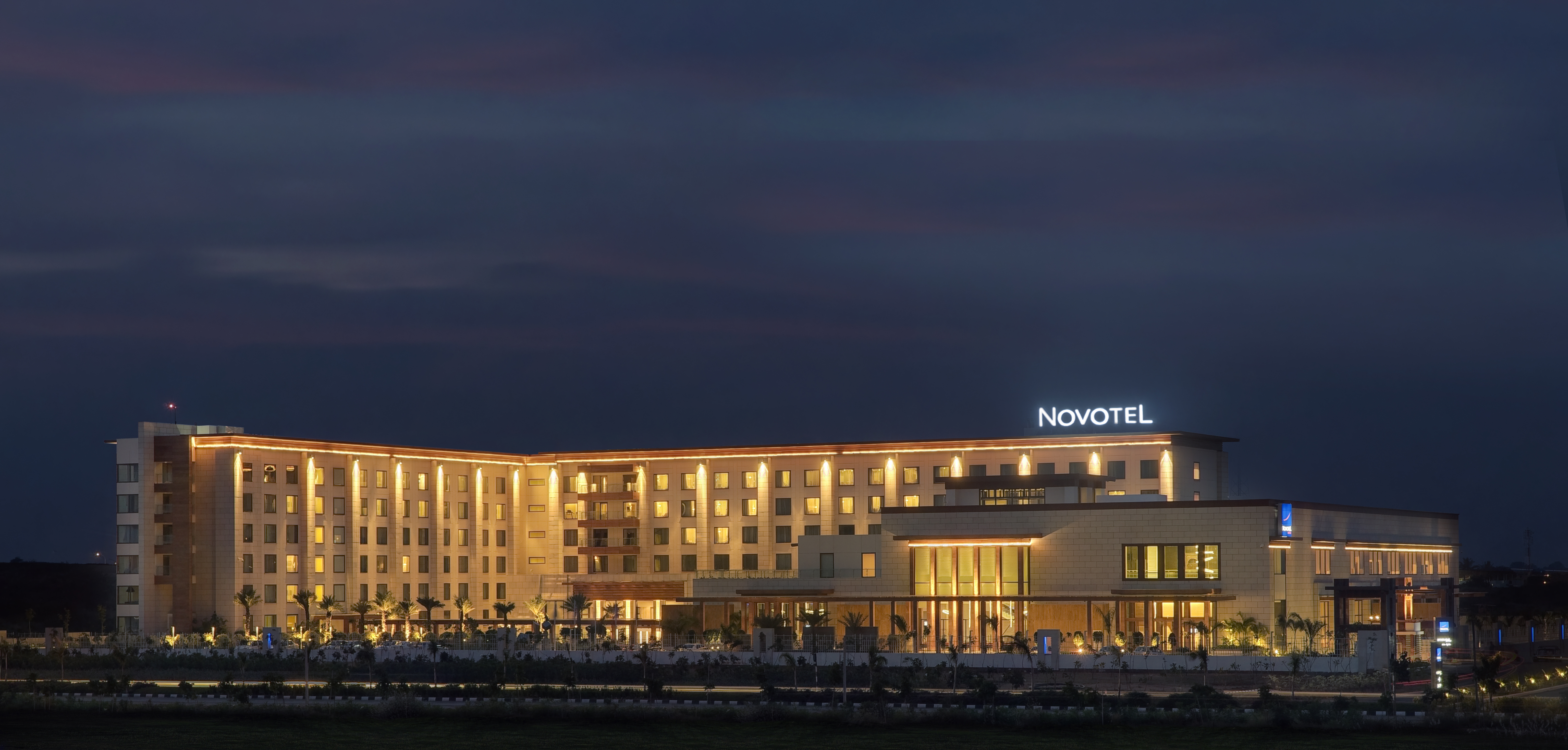
Hôtel Novotel près de l'aéroport Hyderabad

L'hôtel d'aéroport Novotel a été ouvert en octobre 2008 avec 305 salles et suites, comportant Wi-Fi, agréments exécutifs, restaurants, deux bars, piscine et lieux de réunion. L'hôtel a également une station thermale et des centres de forme physique.

## Ravitaillement
Ravitaillement des avions :
GHIAL a construit et a commissionné une installation de carburant avec les équipements du dernier cri comprenant les systèmes automatisés modernes dans le secteur d'aéroport. L'aéroport est le premier dans le pays pour présenter le libre-service aux choix des carburants permettant aux transporteurs aériens de choisir des fournisseurs de carburant de leur choix.
Ravitaillement des véhicules :
Les véhicules alimentant des équipements à l'aéroport sont exploités par Bharat Petroleum Corporation limited (BPCL). Le service fournit du carburant à tous les véhicules. BPCL a également prévu de mettre en marche une station de service 24h/24.

## Sabena académie des avions
l'aéroport international Ltd de GMR Hyderabad a signé un protocole d'accord avec l'académie de vol de Sabena pour établir une académie d'aviation au nouvel aéroport.
Plus de 80 millions d'euros seront investis au cours des trois années à venir, couvrant l'infrastructure comprenant le logement pour plus de 200 stagiaires par an, six simulateurs de vol complet, entraîneurs et l'outillage des avions.

## Statistiques
Le graphique qui aurait dû être présenté ici ne peut pas être affiché car il utilise l'ancienne extension Graph, désactivée pour des questions de sécurité. Des indications pour créer un nouveau graphique avec la nouvelle extension Chart sont disponibles ici.

Voir la requête brute et les sources sur Wikidata.

### Zoom sur l'impact du covid de 2019-2020
Le graphique qui aurait dû être présenté ici ne peut pas être affiché car il utilise l'ancienne extension Graph, désactivée pour des questions de sécurité. Des indications pour créer un nouveau graphique avec la nouvelle extension Chart sont disponibles ici.

Voir la requête brute et les sources sur Wikidata.

## Compagnies aériennes et destinations
| Compagnies         | Destinations | Refs.  |
| ------------------ | --- | ------ |
| Air Arabia         | Charjah |        |
| Air India          | Bangalore-Kempegowda, Bhubaneswar-Biju Patnaik, Madras (Chennai), Delhi-Indira Gandhi, Dubaï, Durgapur, Djeddah - Roi-Abdelaziz, Calcutta-N. S. C. Bose, Koweït, Bombay-Chhatrapati-Shivaji, Mascate, Pune, Charjah, Tirupati, Vijayawada, Vishakhapatnam | [ 6 ]  |
| AirAsia            | Kuala Lumpur |        |
| AirAsia India      | Bangalore-Kempegowda, Madras (Chennai), Delhi-Indira Gandhi, Goa-Dabolim, Indore, Jaipur, Calcutta-N. S. C. Bose, Bombay-Chhatrapati-Shivaji |        |
| Alliance Air       | Bangalore-Kempegowda, Coimbatore, Madras (Chennai), Goa-Dabolim, Kolhapur, Nashik, Pune, Shirdi Airport (en), Vijayawada, Vishakhapatnam | [ 7 ]  |
| British Airways    | Londres-Heathrow |        |
| Cathay Pacific     | Hong Kong |        |
| Emirates           | Dubaï |        |
| Etihad Airways     | Abou Dabi |        |
| flydubai           | Dubaï |        |
| Flynas             | Riyad-roi Khaled |        |
| GoAir              | Ahmedabad-Sardar-Vallabhbhai-Patel, Bangalore-Kempegowda, Delhi-Indira Gandhi, Goa-Dabolim, Lucknow-Amausi, Cannanore, Cochin, Calcutta-N. S. C. Bose | [ 8 ]  |
| Gulf Air           | Manama-Bahreïn |        |
| IndiGo             | - Ahmedabad-Sardar-Vallabhbhai-Patel, - Amritsar-Guru-Ram-Das, - Bagdogra, - Bangalore-Kempegowda, - Bhopal-Raja Bhoj, - Bhubaneswar-Biju Patnaik, - Chandigarh, - Madras (Chennai), - Coimbatore, - Dehradun, - Delhi-Indira Gandhi, - Doha-Hamad, - Dubaï, - Goa-Dabolim, - Gorakhpur (en), - Guwāhāti, - Imphāl, - Indore, - Jabalpur (en), - Jaipur, - Cannanore, - Cochin, - Kolhapur, - Calcutta-N. S. C. Bose, - Lucknow-Amausi, - Madurai, - Mangalore, - Bombay-Chhatrapati-Shivaji, - Nagpur, - Patna, - Port Blair, - Pune, - Raipur, - Rajahmundry, - Ranchi, - Charjah, - Surat, - Tirupati, - Trivandrum, - Udaipur, - Vadodara, - Varanasi (Bénarès)-Lal Bahadur Shastri, - Vijayawada, - Vishakhapatnam | [ 10 ] |
| Jazeera Airways    | Koweït |        |
| Malaysia Airlines  | Kuala Lumpur |        |
| Metrojet           | Saint-Pétersbourg-Poulkovo |        |
| Oman Air           | Mascate |        |
| Qatar Airways      | Doha-Hamad |        |
| Saudia             | Djeddah - Roi-Abdelaziz, Riyad-roi Khaled |        |
| Scoot              | Singapour-Changi |        |
| SilkAir            | Singapour-Changi |        |
| SpiceJet           | - Ahmedabad-Sardar-Vallabhbhai-Patel, - Bangkok-Suvarnabhumi, - Bangalore-Kempegowda, - Belgaum, - Bhopal-Raja Bhoj, - Madras (Chennai), - Delhi-Indira Gandhi, - Goa-Dabolim, - Guwāhāti, - Gwalior (en), - Jabalpur (en), - Jaipur, - Djeddah - Roi-Abdelaziz, - Jharsuguda (en), - Kishangarh (en), - Calcutta-N. S. C. Bose, - Madurai, - Mangalore, - Bombay-Chhatrapati-Shivaji, - Patna, - Pondichéry, - Pune, - Shirdi Airport (en), - Surat, - Tirupati, - Varanasi (Bénarès)-Lal Bahadur Shastri, - Vijayawada, - Vishakhapatnam |        |
| SriLankan Airlines | Colombo-Bandaranaike |        |
| Thai Airways       | Bangkok-Suvarnabhumi |        |
| Trujet             | Aurangabad, Madras (Chennai), Goa-Dabolim, Cuddapah (en), Nanded, Rajahmundry, Tirupati, , Vijayawada |        |

Édité le 19/04/2019

## Cargo
| Compagnies                  | Destinations                                 |
| --------------------------- | -------------------------------------------- |
| Air India Cargo             | Chennai, Bangalore, Nagpur                   |
| Blue Dart Aviation          | Chennai, Mumbai, Bangalore, Ahmedabad, Delhi |
| British Airways World Cargo | Londres-Heathrow                             |
| DHL Aviation                | (Plate-forme de correspondance)              |
| Emirates SkyCargo           | Dubaï                                        |
| FedEx Express               |                                              |
| United Parcel Service       |                                              |
| Singapore Airlines Cargo    | Singapour                                    |
| Lufthansa Cargo             | Francfort                                    |
| KLM Cargo                   | Amsterdam                                    |
| Crescent Air Cargo          | (Plate-forme de correspondance)              |
| Flyington Freighters        | (Plate-forme de correspondance)              |